# Laserkill – Todesstrahlen aus dem All
Laserkill – Todesstrahlen aus dem All (englischer Originaltitel: Laserblast) ist ein US-amerikanischer Low-Budget-Science-Fiction-Film von Regisseur Michael Rae aus dem Jahr 1978. Aufgeführt wurde der Film in den USA am 1. März 1978. In Deutschland kam der Film nicht in die Kinos und wurde ab 1982 auf VHS vermarktet.

## Handlung
Eine humanoide Gestalt schleppt sich durch die Wüste, in der Hand eine gewehrähnliche Waffe. Ein UFO landet in der Nähe, aus dem zwei reptilienähnliche außerirdische Polizisten steigen. Es kommt zu einem kurzen Feuergefecht, bei dem die Außerirdischen obsiegen und den Flüchtigen, einen galaktischen Verbrecher, der sich auf der Erde versteckt hat, desintegrieren. Als sie wieder davonfliegen, bleibt die Waffe in der Wüste zurück.
Der junge Einzelgänger Billy Duncan, der zuvor von anderen Teenagern und der Polizei schikaniert wurde, fährt in die nahe gelegene Wüste, um sich abzulenken. Bei einer Rast fällt ihm ein merkwürdiger Gegenstand auf, der sich als Laserkanone entpuppt. Diese benutzt er nun, um sich an seinen Feinden zu rächen; doch je öfter er die Laserwaffe benutzt, desto mehr verwandelt er sich in einen psychotischen Mutanten. Seine Freundin Kathy Farley versucht, ihn davon abzubringen, und steht ihm wegen seiner körperlichen Veränderungen bei.
Billy gerät schlussendlich völlig in Rage und tötet wahllos. Kathy versucht ein weiteres Mal auf Billy einzuwirken, doch dieser wird von den außerirdischen Echsenwesen getötet. Während Kathy bei Billys Leichnam trauert, reisen die Außerirdischen ab, lassen dabei jedoch erneut die Waffe zurück.

## Kritiken
„Unorigineller, lächerlicher Science-Fiction-Film; in allen Belangen unterdurchschnittlich.“

“It is an incredibly badly made film on almost all counts. It is flatly shot and abysmally directed…”

„Es ist ein unglaublich schlecht gemachter Film, in fast jeder Hinsicht. Er ist flach gefilmt und die Regie ist abgrundschlecht…“

Graeme Clark bemängelte die Zweidimensionalität der Charaktere und meinte, der Film würde als einer der schlechtesten Science-Fiction-Filme überhaupt verspottet.

## Auszeichnungen
Trickspezialist David Allen, der mit Harry Woolman und Paul Gentry für die Special Effects zuständig war, erhielt für seine Animationen auf dem Festival internazionale del film di fantascienza di Trieste den Silbernen Asteroiden (Hahn/Jansen).

## Trivia
- Das Filmbudget betrug 280.000 US-Dollar.
- In einem frühen Promotion-Artikel wurde der Titel Laserblast fälschlicherweise Laser Blast geschrieben, es wird aber als ein Wort zusammengeschrieben.
- Das Design der Außerirdischen wurde von Dave Allen entworfen, der es an prähistorischen Schildkröten anlehnte, die er als Kind im Field Museum of Natural History (Naturkundemuseum) in Chicago sah.
- Die Sprache der Aliens besteht aus einer Präsidentenansprache, die rückwärts und in doppelter Geschwindigkeit abgespielt wurde.
- Am 4. Oktober 2019 wurde der Film im Rahmen der Tele-5-Reihe Die schlechtesten Filme aller Zeiten (SchleFaZ) gezeigt.
- Die Altersfreigabe wurde im Januar 2020 auf 12 Jahre herabgesetzt.[5]